# Star Falls
Przystanek Star Falls (2018) – amerykański serial komediowy stworzony przez George'a Doty IV, który miał swoją premierę na Nickelodeon USA w dniu 31 marca 2018 r. A w Polsce 19 listopada 2018 r. W serialu występują Siena Agudong, Kamaia Fairburn, Elena V. Wolfe, Dion Johnstone, Jadiel Dowlin i Marcus Cornwall.

## Fabuła
Craig Brooks jest popularnym hollywoodzkim aktorem, ojcem Diamond, Feniksa i Bo Brooksa. Przez swoją najnowszą rolę filmową, tymczasowo przenosi swoją rodzinę do miasta Star Falls, gdzie kręcony jest jego film. Podczas gdy Diamond Brooks zaprzyjaźnia się z lokalną dziewczyną, Sophią Miller.

## Bohaterowie

### Główni
- Siena Agudong jako Sophia Miller
- Kamaia Fairburn jako Diamond Brooks
- Elena V. Wolfe jako Beth
- Dion Johnstone jako Craig
- Jadiel Dowlin jako Phoenix Brooks
- Marcus Cornwall jako Bo Brook

### Nawracający
- Tomaso Sanelli jako Nate
- Shawn Lawrence jako Lou
- Liz Johnston jako Ginger

## Wersja polska
Wersja polska: na zlecenie Nickelodeon Polska – Master Film

Nadzór merytoryczny: Aleksandra Dobrowolska

Udział wzięli:
- Zuzanna Jaźwińska – Sophia Miller
- Natalia Jankiewicz - Diamond Brooks
- Anna Gajewska - Beth
- Jacek Król - Craig Brooks
- Filip Rogowski - Nate Rex
- Karol Osentowski - Phoenix Brooks
- Antoni Scardina - Bo Brooks

W pozostałych rolach:
- Andrzej Chudy - Lou
- Julia Kołakowska-Bytner - Jeff (odc. 1)
- Janusz Wituch - tragarz (odc. 1)
- Izabella Bukowska-Chądzyńska - Cynthia Jones (odc. 11)
- Wojciech Żołądkowicz - Vince (odc. 12)
- Tomasz Borkowski - inspektor sanitarny (odc. 14)
- Agata Gawrońska-Bauman
- Joanna Pach-Żbikowska

i inni
Lektor: Kamil Pruban